# Elezioni generali nel Regno Unito del 1924
Le elezioni generali nel Regno Unito del 1924 si tennero mercoledì 29 ottobre, dopo la sconfitta del governo laburista di minoranza guidato da Ramsay MacDonald, subita nella Camera dei comuni per una mozione di sfiducia. Fu la terza elezione generale tenutasi in meno di due anni.
Il Partito Conservatore guidato da Stanley Baldwin condusse una campagna elettorale decisamente migliore di quella delle elezioni del 1923 e ottenne una maggioranza di 209 seggi. Il Partito Laburista guidato da Ramsay MacDonald, perse 40 seggi.  L'elezione determinò una grave sconfitta per il Partito Liberale, guidato da Herbert Henry Asquith, che perse 118 dei suoi 158 seggi. Questa situazione polarizzò sostanzialmente la politica britannica tra Conservatori e Laburisti.
Il quarto partito, in termini di numero di candidati, di voti e di seggi ottenuti, non era un partito ma un gruppo di ex nazionalisti liberali che prendevano il nome di Costituzionalisti. Essi favorirono la cooperazione fra Conservatori e Liberali. Tre dei sette Costituzionalisti eletti, fra questi spiccava Winston Churchill, si erano opposti ai candidati liberali ufficiali, e dopo le lezioni sedettero come conservatori.
La vittoria assoluta del Partito Conservatore e la sconfitta del Partito Laburista è stata, in parte, attribuita a una lettera di Grigorij Evseevič Zinov'ev, un falso, che era stata pubblicata sul Daily Mail quattro giorni prima dell'elezione. Tuttavia, è difficile dimostrare che ciò ebbe un grande impatto sul risultato elettorale. Il Partito Laburista ottenne circa un milione di voti in più rispetto al 1923, ma la crescita è dovuta in parte alla decisione dei laburisti di inserire nelle loro liste 87 candidati in più rispetto alla precedente elezione.
Si è ampiamente discusso se la composizione con cui i Laburisti formarono il loro primo governo nel gennaio del 1924 e la lettera di Zinoviev contribuirono a far crescere i sentimenti anti-socialisti in Gran Bretagna tra molti elettori liberali tradizionali anti-socialisti che passarono quindi a supportare il Partito Conservatore. Ciò spiega in parte lo scarso risultato ottenuto dai Liberali nell'elezione. Inoltre questi ultimi avevano numerose difficoltà finanziarie che consentirono loro di candidarsi soltanto per 339 seggi; infine altre spiegazioni del loro insuccesso possono essere anche la mancanza di idee politiche che li distinguessero dai Conservatori e la leadership sempre più esausta di Asquith, un grande statista ma che ormai era giunto al tramonto della sua vita politica.

## Risultati
|                   |                   |  |        |        |
| ----------------- | ----------------- |  | ------ | ------ |
| Conservatori      | Conservatori      |  | 46,79% | 46,79% |
| Laburisti         | Laburisti         |  | 30,68% | 30,68% |
| Liberali          | Liberali          |  | 17,78% | 17,78% |
| Costituzionalisti | Costituzionalisti |  | 1,17%  | 1,17%  |
| Altri             | Altri             |  | 3,58%  | 3,58%  |

|                   |                   |  |        |        |
| ----------------- | ----------------- |  | ------ | ------ |
| Conservatori      | Conservatori      |  | 66,99% | 66,99% |
| Laburisti         | Laburisti         |  | 24,55% | 24,55% |
| Liberali          | Liberali          |  | 6,5%   | 6,5%   |
| Indipendenti      | Indipendenti      |  | 0,49%  | 0,49%  |
| Costituzionalisti | Costituzionalisti |  | 1,14%  | 1,14%  |
| Altri             | Altri             |  | 0,81%  | 0,81%  |